# Energía eléctrica en España

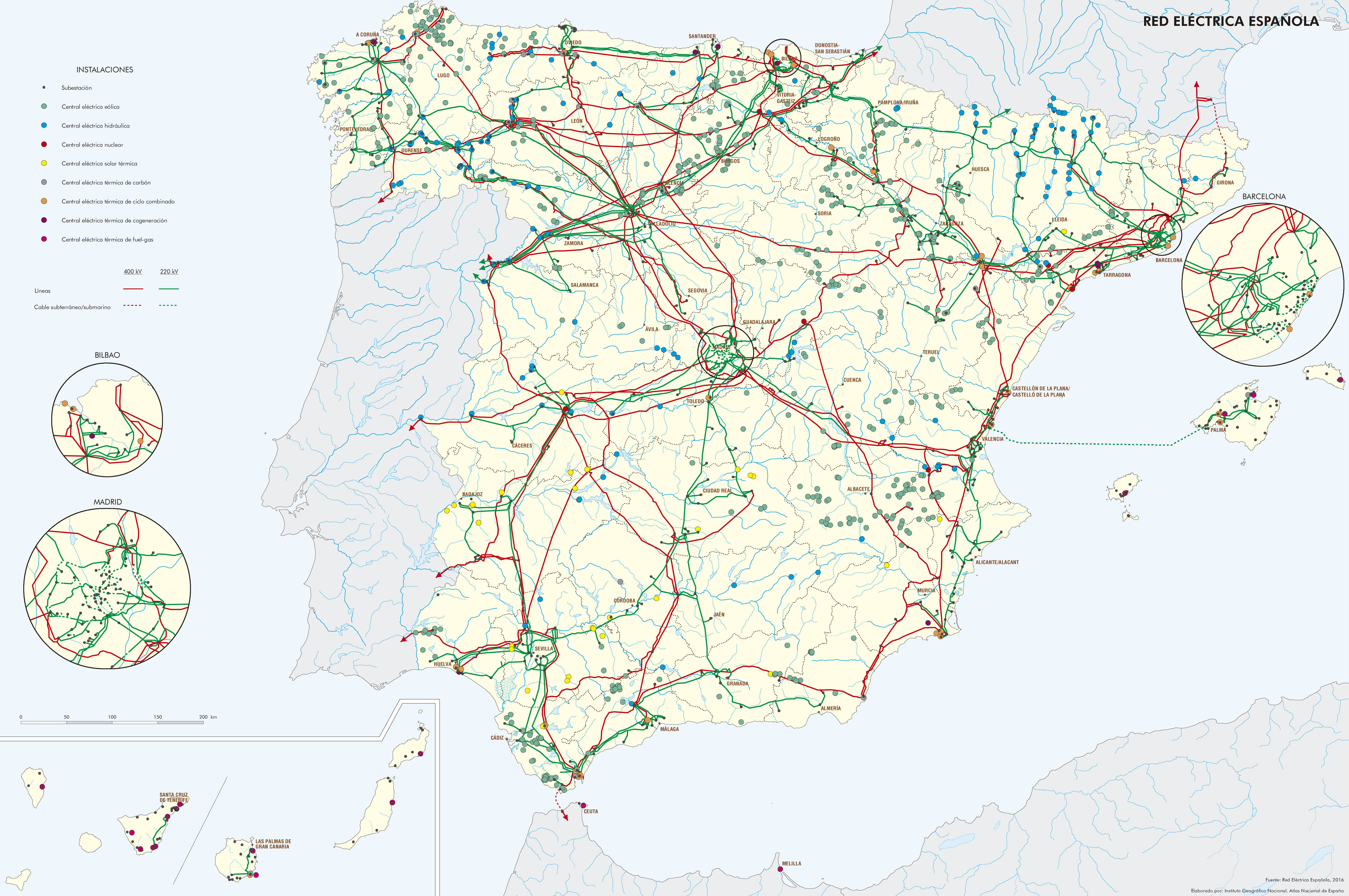
Mapa de las centrales, subestaciones y líneas de alta tensión (rojo 400 kV, verde 220 kV) en España, 2016

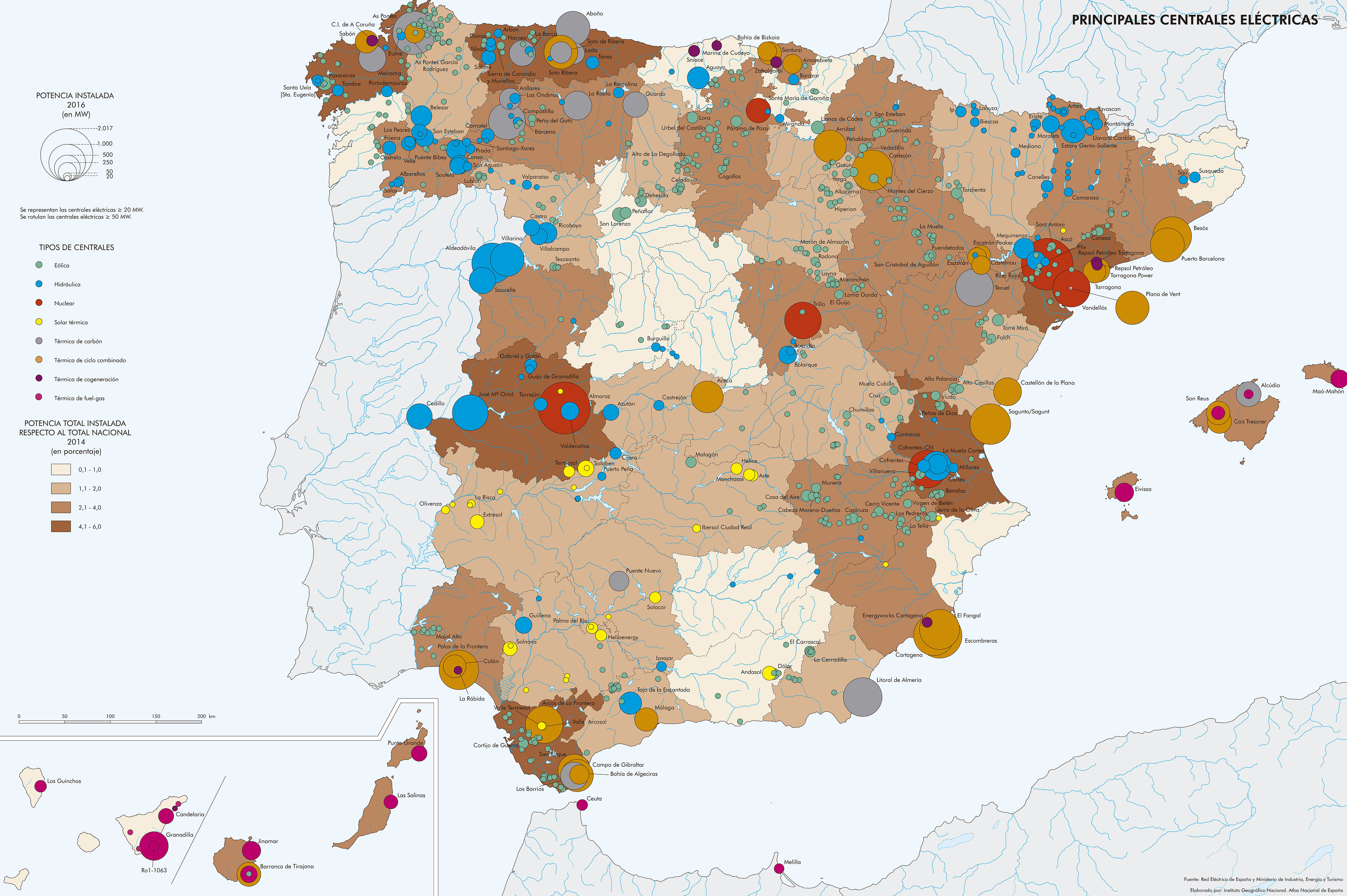
Principales centrales eléctricas en 2016

La energía eléctrica en España o sector eléctrico en España engloba los elementos que componen el sistema de suministro eléctrico, fundamentalmente en sus fuentes de generación, transporte, distribución y demás desarrollos generales.
Varios informes de Eurostat (oficina estadística europea) indican que España es uno de los países europeos con la electricidad más cara, principalmente debido a su aislamiento del resto de Europa y su dependencia de la importación de combustibles fósiles.
La energía eléctrica producida en España ha evolucionado en los últimos años de un 56 % de origen en centrales térmicas de combustibles fósiles (principalmente de carbón y fueloil) en el año 2000 a una penetración de las energías renovables que en 2010 ya alcanzaba el 35 %, estimulada por los sucesivos Gobiernos, y la creación de numerosas centrales de ciclo combinado (combinación de gas natural y vapor de agua), que en 2009 cubrieron el 29 % de la demanda. Desde el año 2010, se ha procedido al cierre de las centrales térmicas de carbón en España debido a la pérdida de competitividad producida por el aumento del coste del derecho de emisiones de CO2, como consecuencia de las políticas contra el cambio climático.
La producción de energía hidráulica en España es variable con los años, en función de las precipitaciones. Suponía el 92 % de la producción eléctrica en 1940, frente al 18 % de 2001. La energía eólica en España cubría en 2005 el 7,7 % de la demanda, mientras que en 2013 alcanzó el 21,1 %, convirtiéndose en la tecnología con mayor contribución a la cobertura de la demanda, por encima incluso de la energía nuclear. La energía solar en España está menos aprovechada que en otros países de Europa, pese a que cuenta con más días de exposición solar al año, principalmente debido al llamado «Impuesto al Sol» que limitó el autoconsumo.
Las 5 centrales nucleares españolas han visto mermada progresivamente su participación en la cobertura de la demanda debido al crecimiento constante de esta en las últimas décadas y a la moratoria nuclear (política de suspensión temporal de la construcción y puesta en marcha de centrales de este tipo), pasando del 35 % en 1996 al 20 % en el año 2013.
El sistema de transporte por líneas de alta tensión, de 400 kV y 220 kV, lo hace la empresa publico-privada Red Eléctrica de España (REE) en la que el Estado Español posee el control de la gestión con un 20% de participación siendo el principal accionista(teniendo el resto un límite del 5 %). La electricidad doméstica nominalmente es de 230 V, con una frecuencia de 50 Hz, y los enchufes son enchufe europeo o tipo C y enchufe schuko o tipo F (con toma a tierra) tal y como lo definen las normas electrotécnicas europeas.
En 1997 se liberalizó el mercado eléctrico siguiendo leyes europeas. La Directiva 2003/54/CE, del Parlamento Europeo y del Consejo, de 26 de junio de 2003, estableció nuevas normas comunes para completar el mercado Ibérico de la Electricidad, introduciendo modificaciones significativas para asegurar un acceso eficaz y no discriminatorio a las redes de los distribuidores.

## Historia

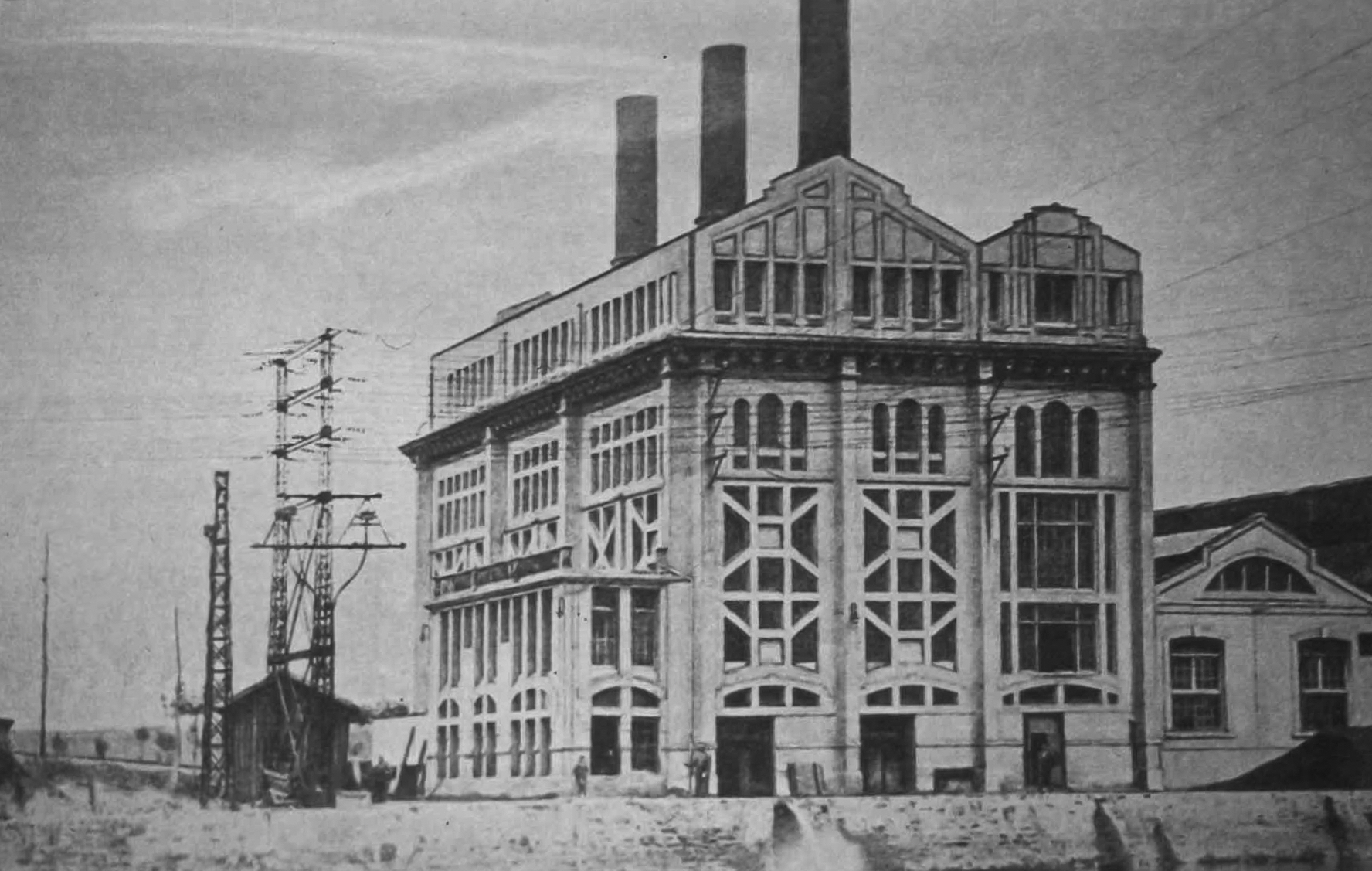
La central térmica de Burceña, en Baracaldo, la primera gran central térmica en el norte de España, que entró en funcionamiento en 1907

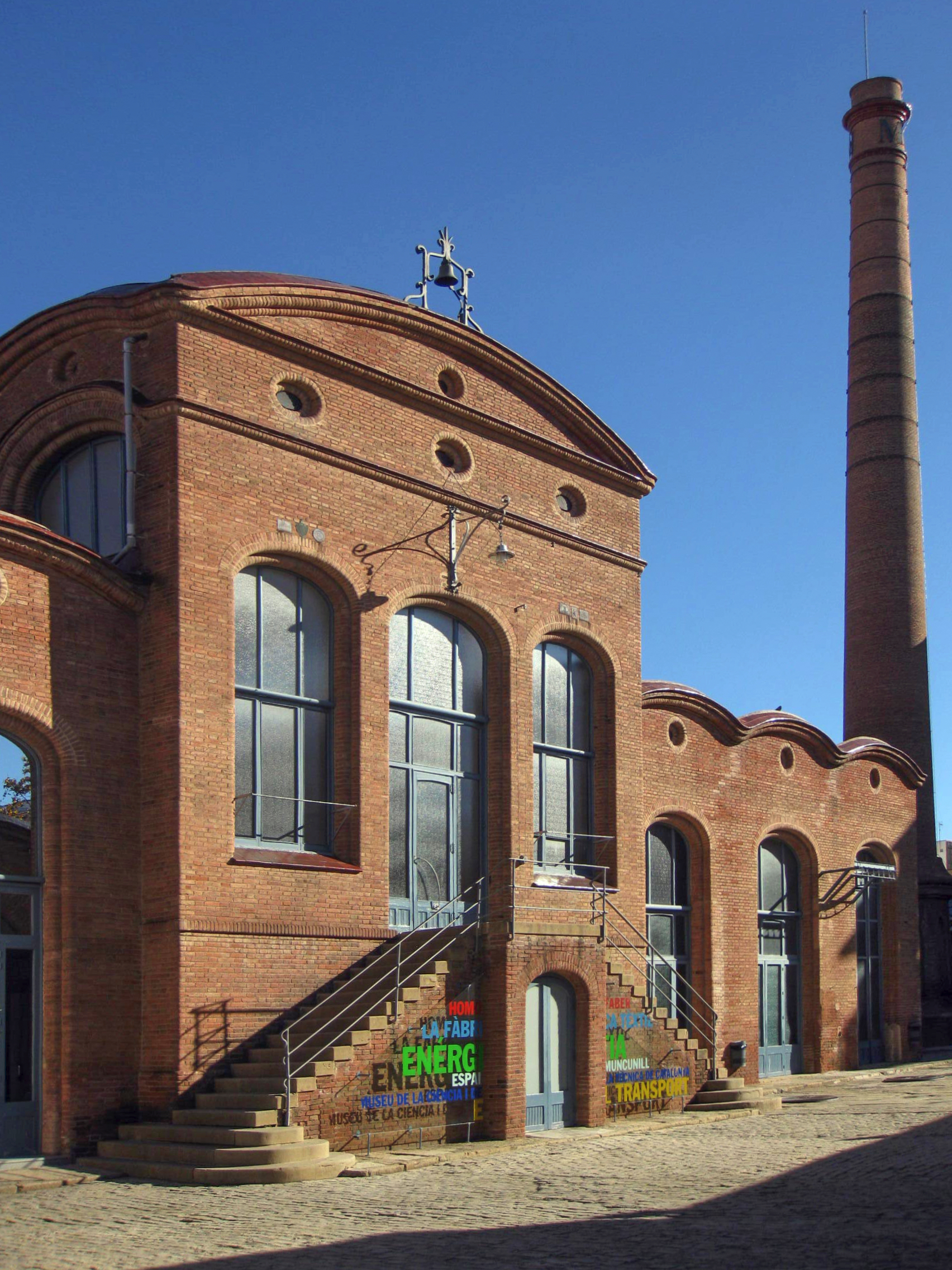
Museo de la Ciencia y de la Técnica de Cataluña, Tarrasa

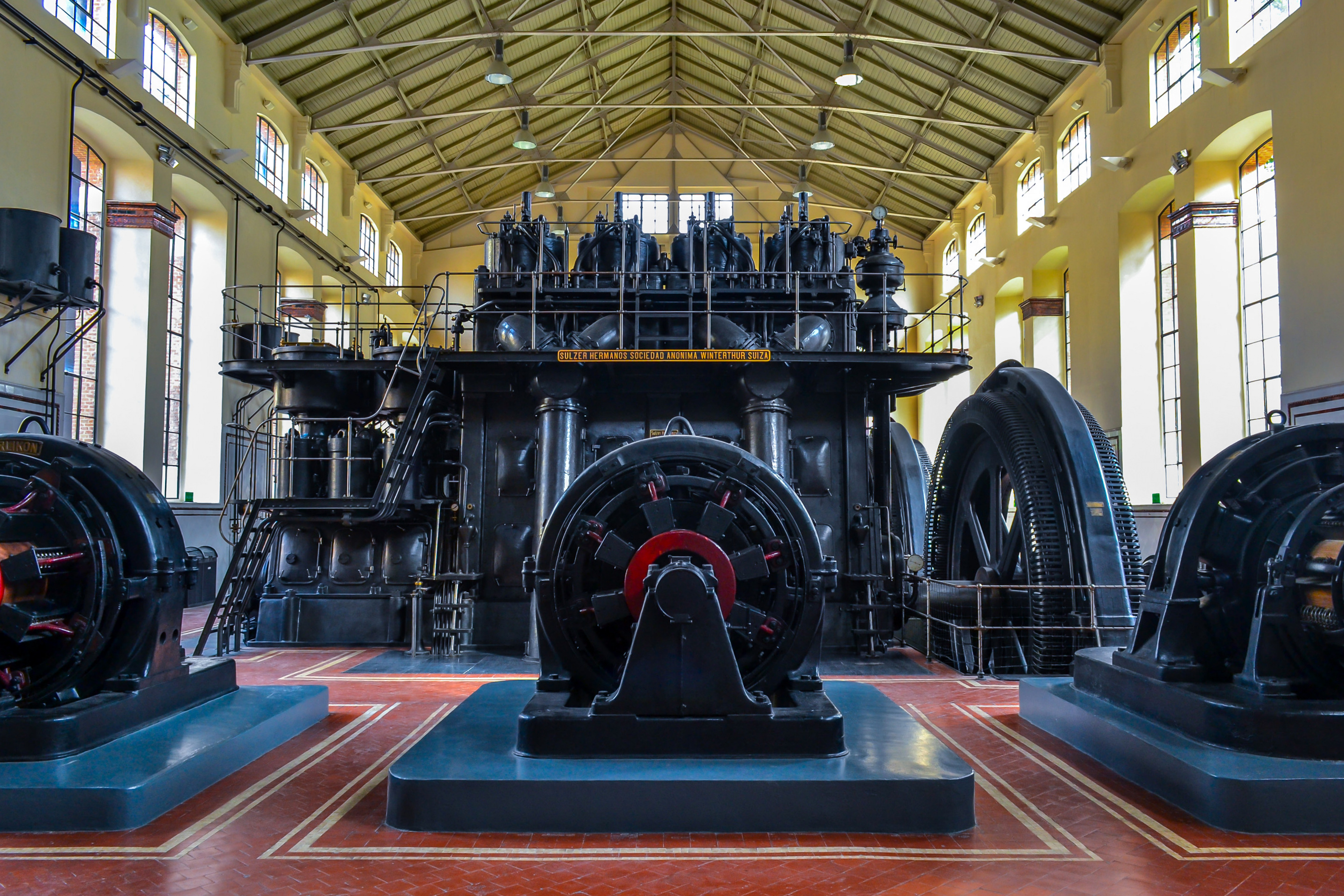
Antigua nave de motores de Pacífico, hoy museo, que suministraba electricidad al Metro de Madrid, y a la ciudad durante la Guerra Civil

La historia de la electricidad en España entendida como la consideración humana del fenómeno natural que es la electricidad, puede remontarse al menos a la utilización de la brújula en la navegación desde finales de la Edad Media y la Era de los Descubrimientos, pero la Edad Moderna no supuso los avances que presenció la historia de la electricidad de otros países europeos (Inglaterra, Francia, etc.), como en otros campos, cuestión que fue observada y criticada desde sus contemporáneos (novatores e ilustrados) hasta la famosa polémica de la ciencia española de 1876.
Del penoso estado de las ciencias y de la electricidad, en el siglo XIX, da testimonio la descripción costumbrista de una Institución Politécnica:

-Como usted ve, señora, está en la clase de Física. Aquí están los aparatos correspondientes. Éste es para demostrar que todos los cuerpos caen con igual velocidad en el vacío. 
(...)
-Ésta es una botella de Leyden.
-¿Para qué sirve?
-Para que hagan como los muchachos y saquen chispas.
Efectivamente para esto servía la botella de Leyden en aquella academia, y con objeto análogo había en la clase de Física una máquina eléctrica, un par de pilas y otros artefactos.

En 1875, la Escuela de Ingenieros importó una máquina Gramme y una luz de arco que utilizó para el alumbrado, en su gabinete de física. Desde entonces se divulgó lentamente la electrificación, gracias a ingenieros como Narcís Xifra Masmitjà, Francisco de Paula Rojas y Caballero-Infante, Lluís Muntadas Rovira o Josep Mestre Borrell (véase el artículo sobre la ingeniería industrial en España). El primer ascensor eléctrico se instaló en un edificio de la madrileña calle de Alcalá en 1877, 20 años después del que Otis había instalado en Nueva York.
En 1881 se fundó la Sociedad Española de Electricidad en Barcelona, primera empresa que producía y distribuía fluido eléctrico a otros consumidores. También construía diversos aparatos eléctricos, y promocionó la electrificación de las principales ciudades (Barcelona, Madrid, Valencia y Bilbao).
Comillas, en Cantabria fue la primera localidad española en disponer de luz eléctrica en sus calles en 1881, como atestiguan las crónicas de la época durante el verano regio de Alfonso XII, invitado por el Marqués de Comillas, y la celebración de un Consejo de Ministros en la villa.
La primera red de alumbrado público urbano se inauguró en Gerona en 1886, y poco después la primera línea de tracción eléctrica en Bilbao. La segunda red de alumbrado público urbano en España se inauguró en la ciudad de Pontevedra en 1888.
En Sevilla, el 23 de marzo de 1860 se colocaron varias lámpara de arco en la azotea del Ayuntamiento, conectadas a una pila de Bunsen, como parte de un espectáculo amenizando por la banda municipal de música. En 1874, con ocasión de la Feria de Abril, se colocó una bombilla eléctrica a la altura de la antigua puerta de San Fernando, aunque existía un proyecto de 1870 para iluminar el real utilizando 500 lámparas de arco alimentadas por acumuladores, que fue rechazado por costoso y presiones de la compañía de gas. Para el año 1896, la Compañía Sevillana de Electricidad tenía 484 abonados y su producción fue de 164 929 kWh. En 1899 comienzan a circular 35 tranvías eléctricos, con la electrificación de 19,9 km de la antigua red de tranvías de sangre, que recibían la energía de una central térmica de 1 MW construida sobre las antiguas caballerizas.
En 1897-1899 se instaló a orillas del Ebro la Sociedad Electroquímica de Flix, primera industria española de ese tipo (tercera de Europa) para la fabricación del cloro y la sosa demandados por la industria textil.
El Metro de Madrid se inauguró el 17 de octubre de 1919. Ese mismo año se produjo la primera gran huelga del sector: la huelga de La Canadiense, lo que testimonia que tanto el número de trabajadores como sus condiciones de trabajo se habían equiparado significativamente con los demás sectores industriales. La dictadura de Primo de Rivera impulsó, desde una perspectiva de nacionalismo económico, sectores de vanguardia en telecomunicaciones, como la radiodifusión (véase Radio en España) y la telefonía (Compañía Telefónica Nacional de España, en régimen de monopolio). La autarquía del primer franquismo impulsó la concentración y nacionalización parcial del sistema de generación y distribución eléctrica, lo que produjo un oligopolio de empresas, que se reordenó con las privatizaciones y fusiones propias de la economía española posterior a la incorporación a la Unión Europea (1986).
Así, en 1997 se liberalizaba el sector mediante la Ley 54/1997 de 27 de noviembre del Sector Eléctrico (como transposición de la Directiva 96/92/CE de 19 de diciembre de 1996) y la creación del Mercado eléctrico español. Esto permitió la entrada de nuevos agentes en el mercado eléctrico, tradicionalmente oligopolístico, como las comercializadores independientes o las cooperativas de energías renovables. La Ley del Sector Eléctrico vigente es la Ley 24/2013, de 26 de diciembre, que derogó a la indicada Ley 54/1997.

## Producción
La producción de energía eléctrica en España se hizo por primera vez a escala masiva con las grandes obras hidráulicas que regularon las principales cuencas hidrográficas desde los años 1920, como los saltos del Duero. La insistencia propagandística en la existencia de una pertinaz sequía y la construcción de pantanos caracterizaron al Franquismo, que en su fase final impulsó la construcción de la primera central nuclear española: la central nuclear José Cabrera en Almonacid de Zorita, provincia de Guadalajara (1965-1968, incluso hubo planes de construcción del arma atómica).
Ya en democracia, los gobiernos de la UCD continuaron un programa nuclear que se detuvo en lo relativo a nuevas construcciones con la llegada al poder del PSOE en 1982 (la llamada moratoria nuclear). En 2021 se encuentran en funcionamiento 5 centrales nucleares en España: Almaraz I y II, Ascó I y II, Cofrentes, Vandellós II y Trillo. En el año 2009 el 19 % de la energía eléctrica producida en España lo fue en nucleares. El fin de la vida útil de las centrales viene produciendo desde el 2006 el cierre de las primeras, como la de Santa María de Garoña.
El 1 de diciembre de 2011 existían en el país 21 centrales térmicas de carbón. Tras el plan de cierre de las centrales térmicas de carbón en España, en 2022 quedarían en funcionamiento solo 2, Aboño, de EDP, y Es Murterar, de Endesa.
Históricamente, la mayor parte de la energía eléctrica se había venido produciendo mediante la quema de combustibles fósiles, con procedimientos más o menos eficaces (centrales de ciclo combinado, de fueloil, de carbón). Sin embargo, desde el año 2010, las energías renovables (principalmente la energía hidráulica y eólica) son la principal fuente de generación eléctrica del país.

### Energías sin emisión de gases de efecto invernadero
| Porcentaje de cobertura de la demanda de electricidad por energías sin emisiones de CO₂ |
|                                                                                         |
| Datos nacionales desde 2006, anteriores solo península                                  |

#### Energías renovables
Las energías renovables, sobre todo la energía solar y eólica, son impulsadas para reducir la dependencia externa y acercarse al cumplimiento del Protocolo de Kioto (muy alejado en el caso de España). Desde el final del siglo XX han sido fuertemente impulsadas desde el Gobierno. Así, el Plan de Fomento de las Energías Renovables (2000-2010) tiene como objetivo generar el 30 % de la electricidad para 2010 a partir de fuentes de energía renovable, proviniendo la mitad de esta cantidad de la energía eólica, el 12 % de la energía primaria y el 5,75 % con biocarburantes. En 2009, el 26 % del total de la demanda eléctrica se cubrió a partir de fuentes de energía renovable, estando más lejos del cumplimiento del 12 % de energía primaria (7,6 % en 2008).
En 2018, el 40 % de la electricidad producida en España fue de origen renovable. Respecto a la energía hidráulica, suponía el 92 % de la producción eléctrica en 1940, frente al 18 % de 2001, debido al fuerte aumento de la demanda. Para 2030, se pretende que al menos el 42 % del consumo sea de producción renovable. Objetivo que ya se había alcanzado en 2020 con un 44 % de renovables.
| Porcentaje de cobertura de la demanda de electricidad por energías renovables |
|                                                                               |
| Datos nacionales desde 2006, anteriores solo península                        |

La Ley 54/1997, de 27 de noviembre, del Sector Eléctrico, y sus disposiciones normativas de desarrollo, establecieron el régimen jurídico de las actividades destinadas al suministro de energía eléctrica, consistentes en su generación, transporte, distribución, comercialización e intercambios intracomunitarios e internacionales, así como la gestión económica y técnica del sistema eléctrico, de acuerdo con las previsiones contenidas en la Directiva 96/92/CE. La Directiva 2003/54/CE ha sido incorporada al ordenamiento jurídico español mediante la Ley 17/2007, de 4 de julio, que modifica la Ley 54/1997, de 27 de noviembre, del Sector Eléctrico.
A día de hoy, en España, la energía eólica es la principal fuente de energía renovable siendo Castilla y León, Andalucía, Castilla-La Mancha y Galicia las comunidades autónomas que más instalaciones reúnen ya que alrededor del 70 % de la energía eólica que se genera en España se concentra en estas comunidades. Además, España es uno de los países europeos que más potencia eólica tiene instalada con respecto a la potencia total instalada en Europa, con un 22,2 % del total solo por detrás del país verde, Alemania.
Con respecto a la energía solar, España genera alrededor de 13 000 GWh anuales de energía solar concentrándose mayoritariamente en Castilla-La Mancha, que genera aproximadamente el 20 % de la energía proveniente del sol del país. En 2017, este tipo de energía renovable aumentó en un 5,5 % con respecto al año anterior posicionando a España en 4.º lugar en potencia solar instalada en el país. Esto nos coloca muy por detrás del país líder, Alemania. Sin embargo, al contar con menos horas de sol, Alemania no es capaz de generar la misma cantidad de energía solar que los países europeos del sur como son Grecia e Italia que ocupan el primero y segundo lugar en energía solar generada con respecto a instalación solar hecha en el país.

##### Energía hidráulica

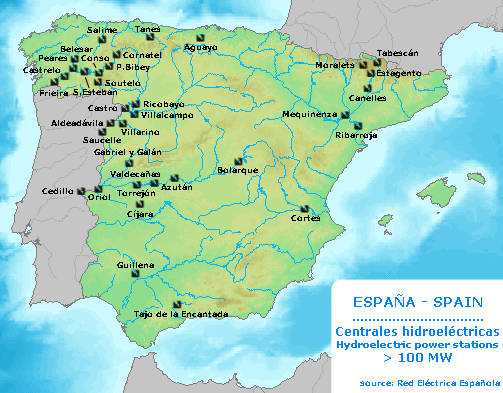
Centrales hidroeléctricas con una potencia instalada mayor a 100 MW

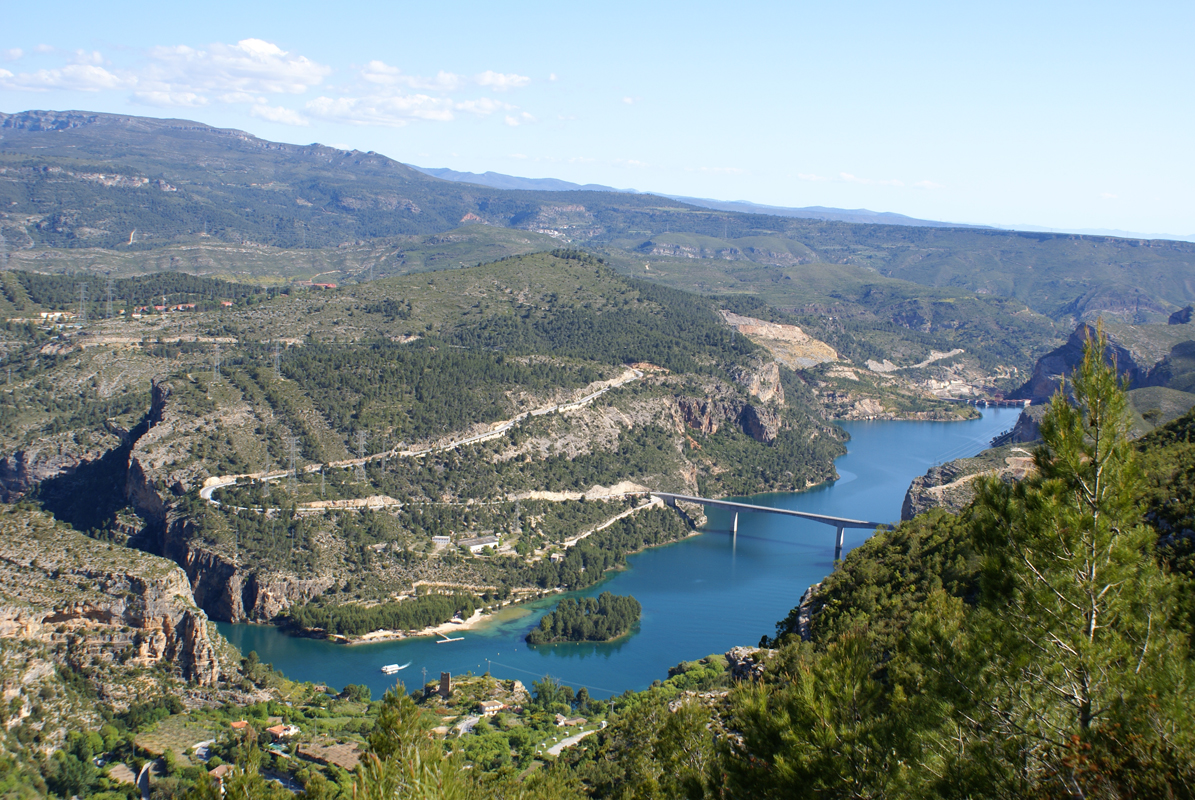
Embalse de Cortes-La Muela, en la Comunidad Valenciana. Su central, La Muela I-La Muela II, es la de mayor potencia instalada de España

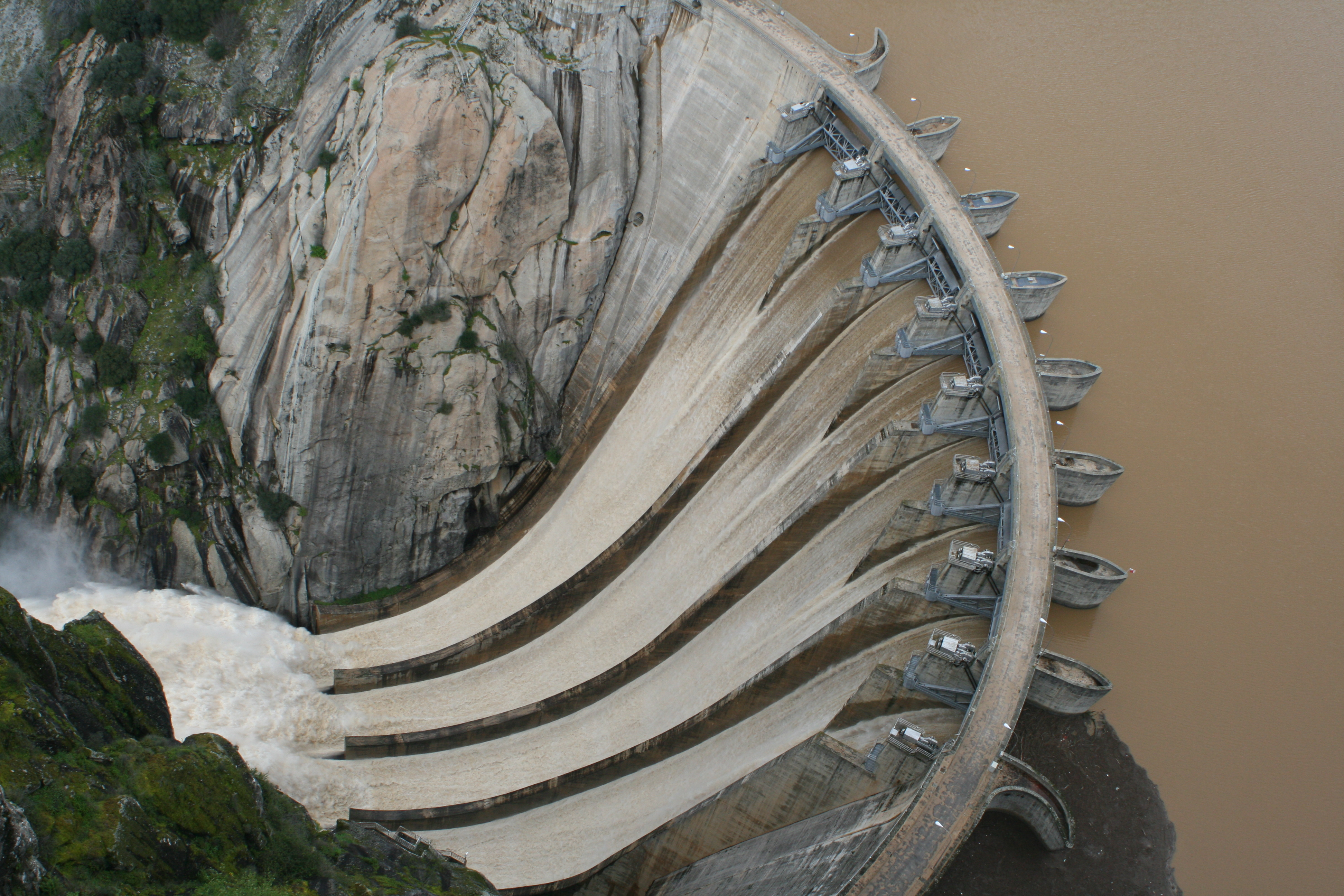
Presa de Aldeadávila, en la provincia de Salamanca, Castilla y León. Cuenta con la central de Aldeadávila I-Aldeadávila II, la de mayor producción de España

España se encuentra en la línea de otros países de la OCDE respecto a la producción de energía eléctrica, siendo el 30 % de esta energía de origen hidráulico. La evolución de la energía hidroeléctrica en España en las últimas décadas ha sido siempre creciente aunque la participación de esta en el total de eléctrica producida ha ido disminuyendo (92 % en 1940 frente al 18 % en 2001). Esto se debe al incremento de la producción de energía térmica y nuclear de los últimos 50 y 30 años respectivamente. La potencia instalada en España en 2008 fue de 18 451 MW.
La central hidroeléctrica con mayor potencia instalada es la de Cortes-La Muela, en el Júcar (Valencia), con 1720 MW, seguida por la de Aldeadávila, en el Duero (Salamanca), con 1139 MW, y la de Alcántara, en el Tajo (Cáceres), con 915 MW. Otros embalses con potencia por encima de los 500 MW son los de Villarino, en el Tormes (Salamanca), o Saucelle, en el Duero (Salamanca).
Potencia instalada y producción eléctrica con hidráulica en España (1990-2022)
Datos nacionales desde 2006, anteriores solo península.
Potencia instalada y producción eléctrica con hidráulica de bombeo (1990-2022)
Datos nacionales desde 2006, anteriores solo península.
La potencia instalada de energía hidráulica y de bombeo de los últimos años se ha mantenido estable porque su puesta en funcionamiento se dio principalmente a partir de los años 20, durante la Segunda República y el Franquismo, estando ya prácticamente aprovechada al máximo. La producción suele variar dependiendo si se trata de un año lluvioso o no.

##### Energía eólica
La energía eólica es una fuente de energía muy importante en España. El plan energético español prevé generar el 30 % de su energía de las energías renovables hasta llegar a los 2,1 GW en 2010. Se espera que la mitad de esta energía provenga del sector eólico, con lo que se evitaría la emisión de 77 millones de toneladas de metano a la atmósfera.
Desde hace unos años en España la capacidad teórica de la energía eólica para generar electricidad es mayor que la de la nuclear y es el segundo productor europeo de energía eólica, después de Alemania. España y Alemania también llegaron a producir en 2005 más electricidad desde los parques eólicos que desde las centrales hidroeléctricas.
La penetración de la eólica se incrementó de forma constante hasta 2013, para luego estabilizarse, suministrando entre un 19 y un 22 % de la demanda nacional.

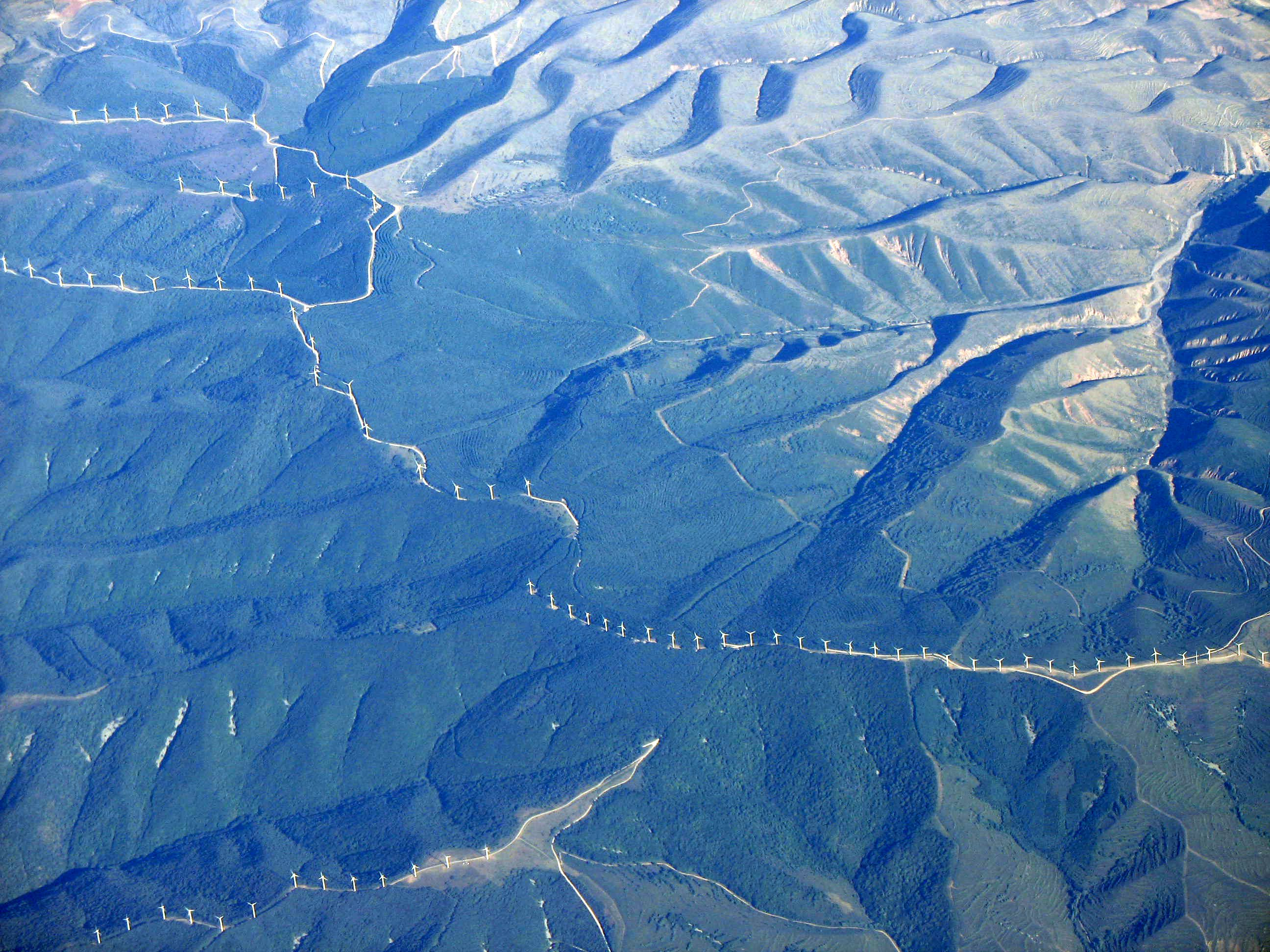
Vista aérea del parque eólico Cabimonteros en la Sierra de Gredos, provincia de Ávila, Castilla y León

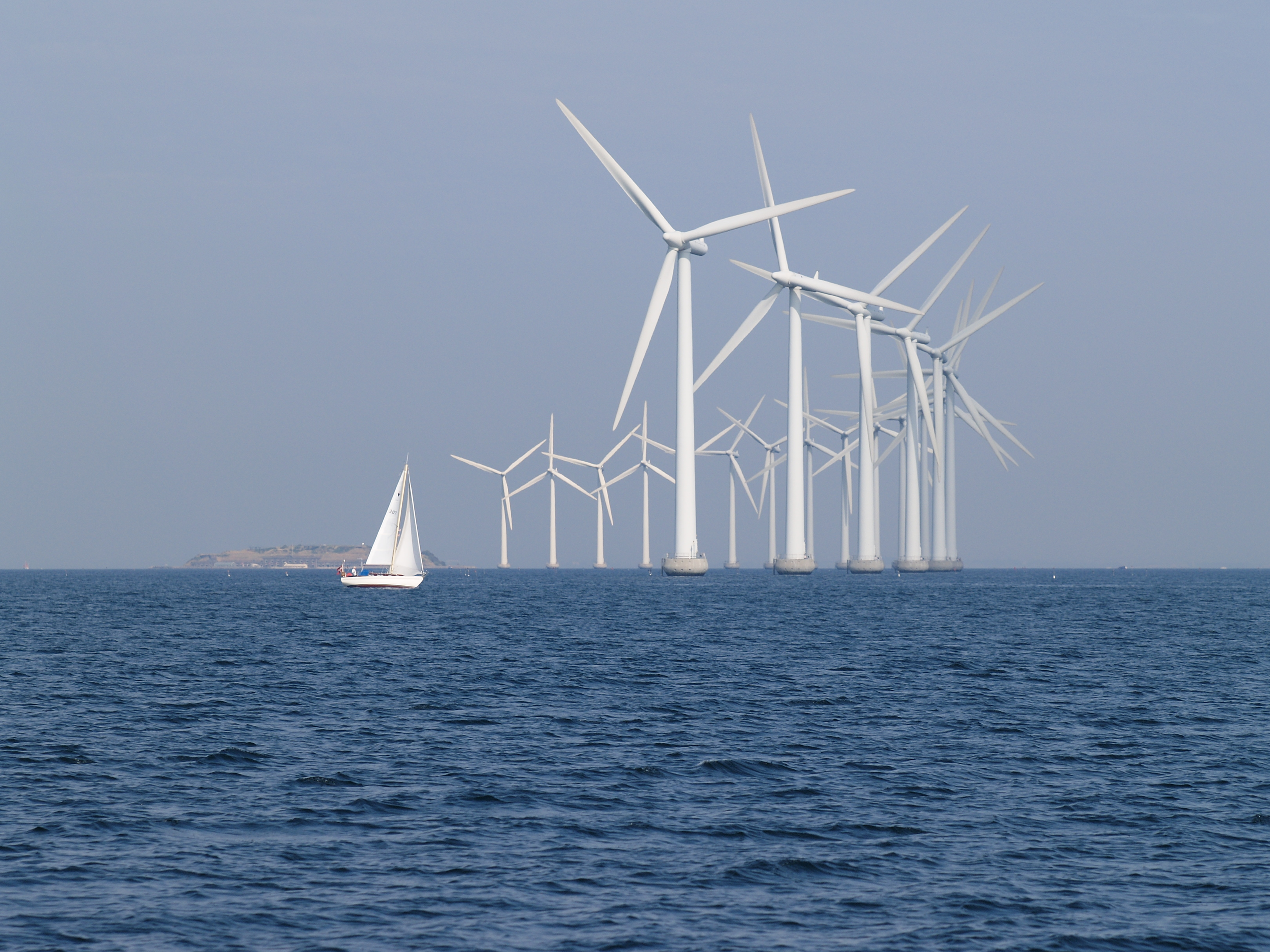
Ejemplo de parque eólico marino cerca de Copenhague, Dinamarca. En España apenas se han desarrollado

Potencia instalada y producción eléctrica con eólica (1990-2022)
Datos nacionales desde 2006, anteriores solo península.
Cabe señalar que durante el año 2009 la generación de energía de origen eólico fue superior a la del carbón (con un 13,8 % frente a un 12 % de esta última), convirtiéndose así en la tercera fuente de energía con mayor producción por detrás del ciclo combinado y la nuclear.
El 29 de enero de 2015 se produjo el máximo histórico de producción instantánea con 17 553 MW a las 19:27h. Esta potencia equivale a más del doble de la capacidad de generación de las seis centrales nucleares que había ese año en España (7573 MW). Asimismo se produjo ese día el máximo de producción horaria con 17 436 MWh entre las 19 y las 20 horas. A partir de 2018 tanto la potencia como la energía eólica generada han vuelto a crecer alcanzando su máximo en 2021.
Potencia instalada y producción eléctrica con hidroeólica (1990-2022)
Datos nacionales desde 2006, anteriores solo península

##### Energía solar
El potencial de la energía solar en España es uno de los más altos de Europa debido a su privilegiada situación y climatología (cuenta con abundante irradiación la mayor parte de los días del año). De hecho, España fue en 2008 uno de los países con más potencia fotovoltaica instalada del mundo, con 2708 MW instalados en un solo año. Sin embargo, regulaciones legislativas posteriores frenaron la implantación de esta tecnología en años sucesivos.
España construyó en 2008 varias de las mayores plantas solares del mundo, como las de Puertollano y de Olmedilla de Alarcón (Castilla-La Mancha), con potencias de 70 y 60 MW respectivamente, pero el desarrollo alcanzado por la fotovoltaica en el resto del mundo las desplazó considerablemente de los primeros puestos mundiales.

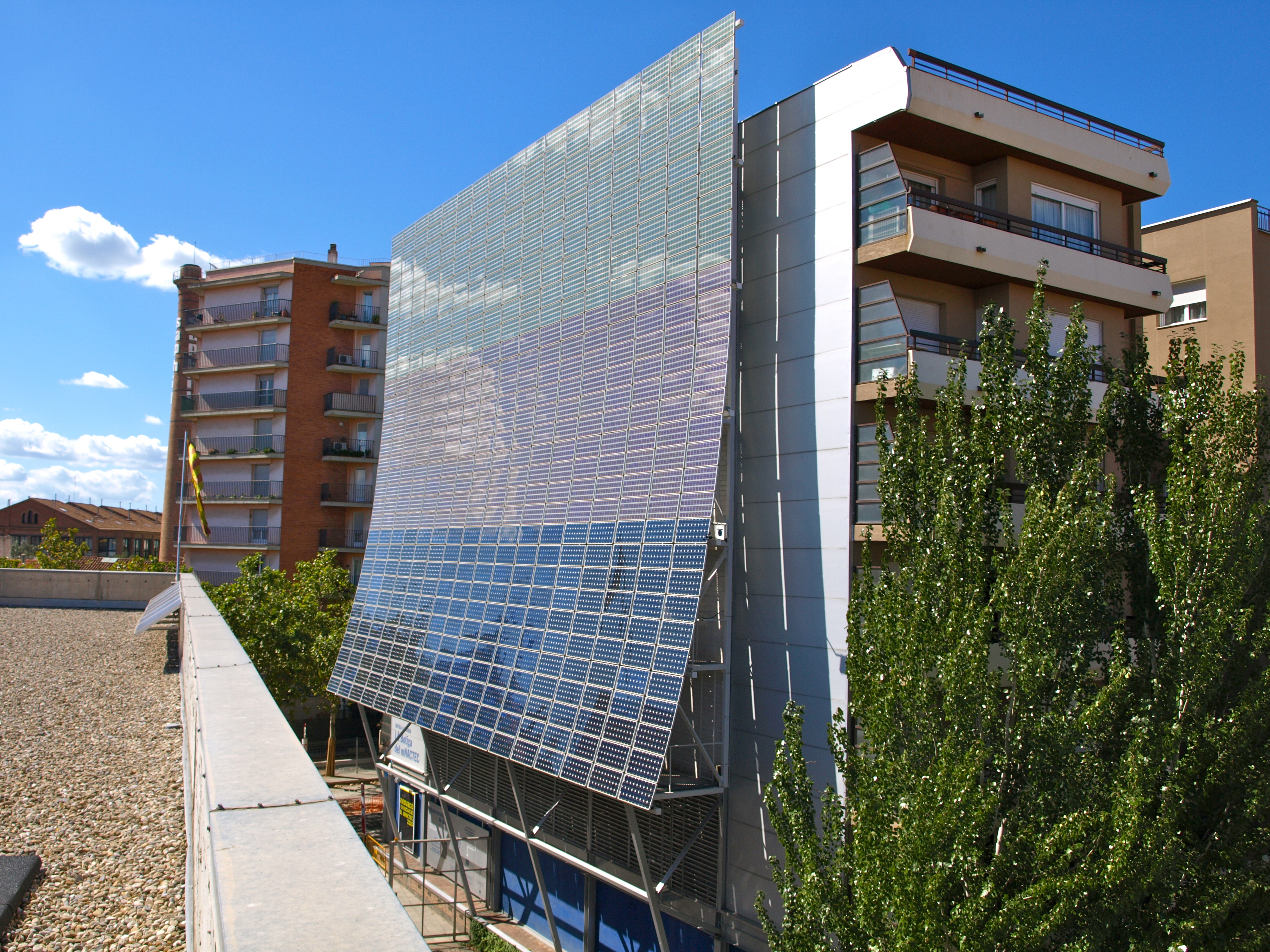
Fachada fotovoltaica del edificio del MNACTEC en Tarrasa, Cataluña

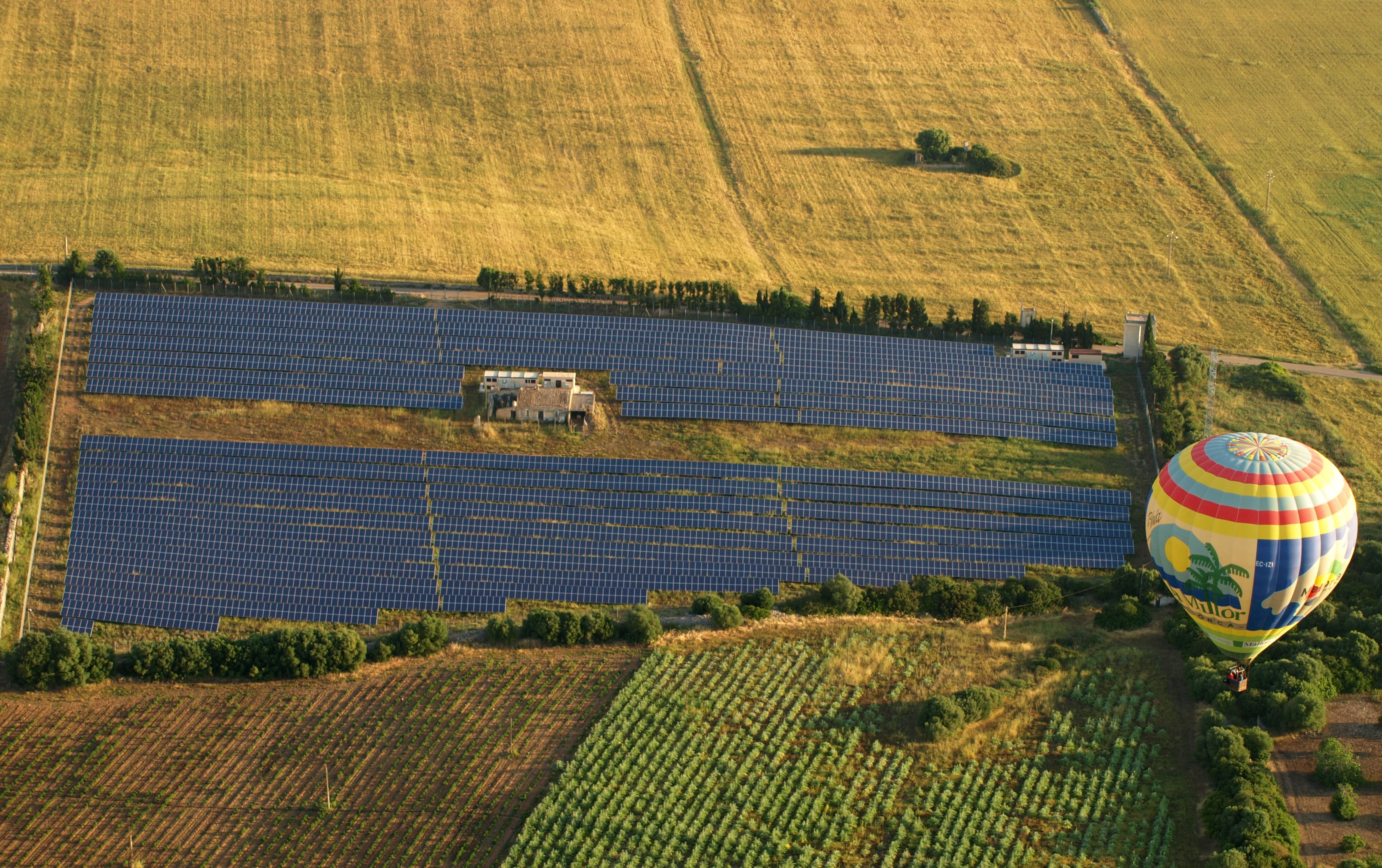
Parque solar en Manacor, Mallorca

Desde finales de la década de los años 2000, la potencia solar fotovoltaica instalada aumentó hasta alcanzar los 6982 MW y cubrir el 4,9 % de la demanda de energía eléctrica en 2013. Durante los siguientes años, con el gobierno de Mariano Rajoy, del Partido Popular, la inversión en energía solar se detuvo debido al recorte en las ayudas a las renovables. Desde 2018, tras la reducción de costes, la derogación del llamado «Impuesto al Sol», el cambio de Gobierno y el consenso político europeo alcanzado tras el Acuerdo de París, volvió a subir la inversión. Siendo la potencia fotovoltaica instalada a mediados de 2022 de 16 563 GW. Si consideramos el total de energía solar, fotovoltaica y termosolar, ya es la tercera en potencia instalada 18 867 GW, superando a la hidráulica con 17 094 GW. El autoconsumo también ha crecido exponencialmente y empieza a ser significativo. El autoconsumo empieza a ser significativo, reduciendo la demanda un 2 % siendo la potencia instalada a finales de 2022 de 5.249 MW y con una previsión de 3000 MW adicionales en 2023.

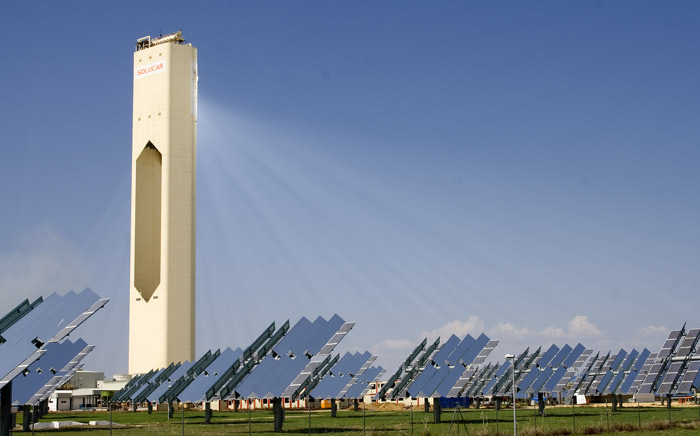
Central PS10 en Sanlúcar la Mayor, en la provincia de Sevilla, Andalucía, fue la primera central comercial con torre solar en España

Potencia instalada y producción eléctrica con solar fotovoltaica (1990-2022)
Datos nacionales desde 2006, anteriores solo península.
En cuanto a la energía termosolar de concentración, una de las primeras centrales con torre solar y campo de helióstatos instalada en el mundo, se construyó en Sanlúcar la Mayor, provincia de Sevilla, Andalucía, la planta solar PS20 de Abengoa. A partir de enero de 2008 se pusieron en marcha nuevos proyectos de energía termosolar, que fueron entrando en servicio entre 2010 y 2013, encontrándose actualmente en explotación plantas con una potencia conjunta cercana a los 3 GW, la mayoría con capacidad de almacenamiento de energía.
Sin embargo, la termosolar, no aumenta su potencia desde 2015.
Potencia instalada y producción eléctrica con solar térmica (1990-2022)
Datos nacionales desde 2006, anteriores solo península.

#### Energía nuclear

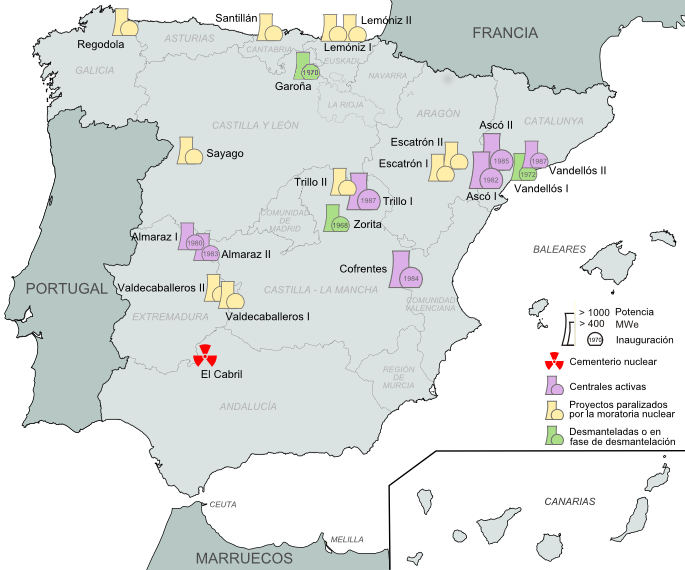
Centrales nucleares en España

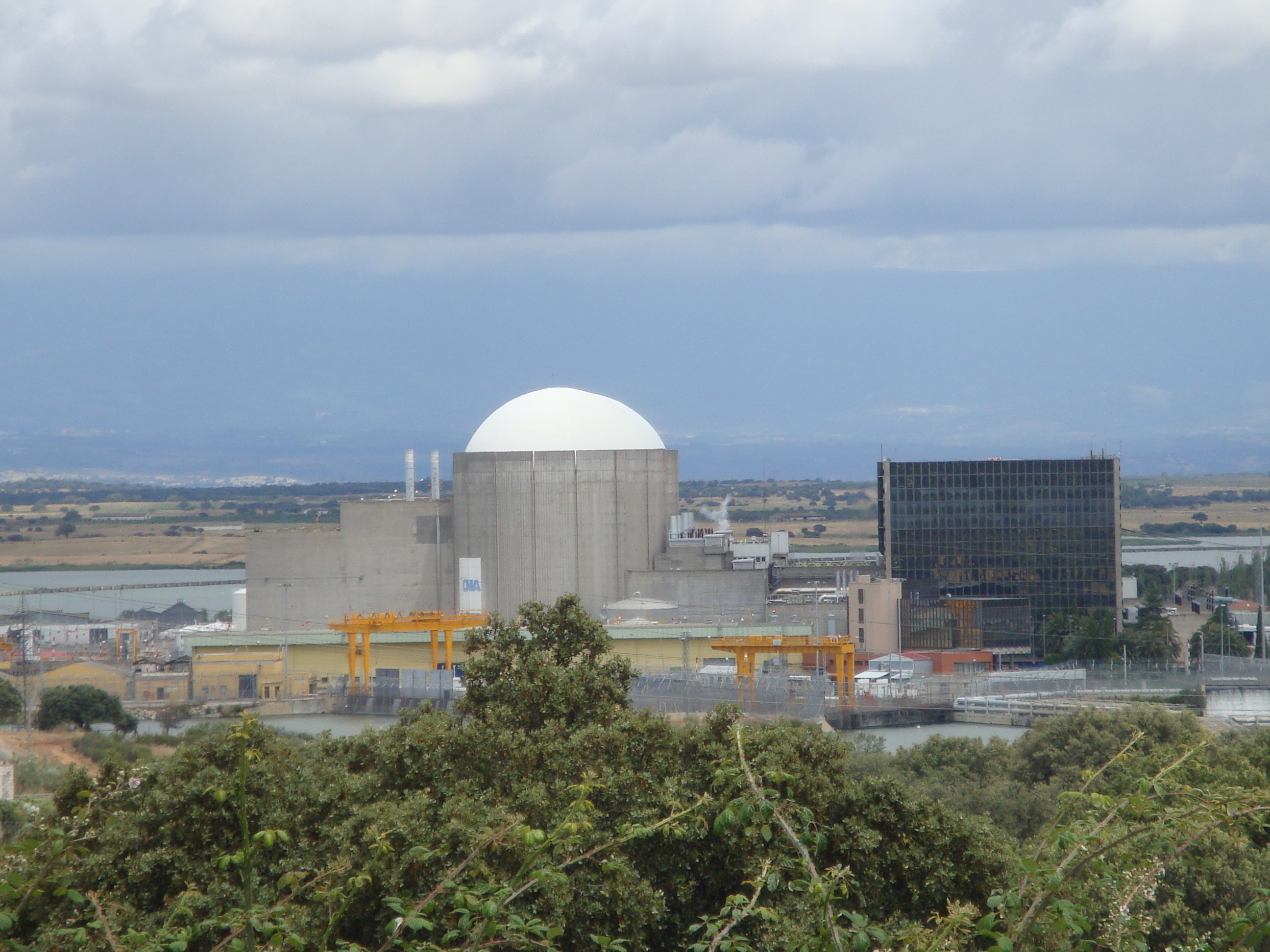
Central nuclear de Almaraz, en la provincia de Cáceres, Extremadura

En 2022, en España, existen siete reactores en 5 centrales nucleares en funcionamiento en distintos emplazamientos. Durante 2008, la producción bruta de energía eléctrica de origen nuclear fue de 58 971 GWh, lo que ha supuesto una contribución del 18,6 % al total de la producción nacional de electricidad. La producción aumentó, en este año, un 7 % respecto a 2007, debido a que en este ejercicio se realizaron algunas paradas prolongadas de las centrales existentes, para llevar a cabo trabajos planificados, y coincidieron en el año las paradas de recarga de 7 de las 8 unidades existentes. En 2021 la producción se mantenía bastante estable con 54 041 GWh, una contribución del 20,8 % del total de la producción nacional de electricidad.
Potencia instalada y producción eléctrica con nuclear (1990-2022)
Tanto la potencia instalada como la energía generada de nuclear se han mantenido estables desde la década de 1990 hasta 2006 porque se paralizó la construcción de nuevas centrales con la política de moratoria nuclear llevada a cabo en 1984 por el gobierno de Felipe González, del Partido Socialista Obrero Español. A partir de 2006 empezaron a cerrar las centrales más antiguas y de menor potencia.

### Energías con emisión de gases de efecto invernadero
| Porcentaje de cobertura de la demanda de electricidad por energías con emisiones de CO₂ |
|                                                                                         |
| Datos nacionales desde 2006, anteriores solo península                                  |

#### Ciclo combinado
En la primera década del siglo XXI se aposto por la creación de numerosas centrales de ciclo combinado (El gas, u otro combustible, se quema y los gases a alta temperatura mueven una turbina para generar energía eléctrica. El calor residual se usa para generar vapor de agua, que mueve otra turbina con la que también se genera energía eléctrica, aumentando el rendimiento del sistema). En 2008 fue el año de mayor producción, cubriendo el 31,5 % de la demanda.

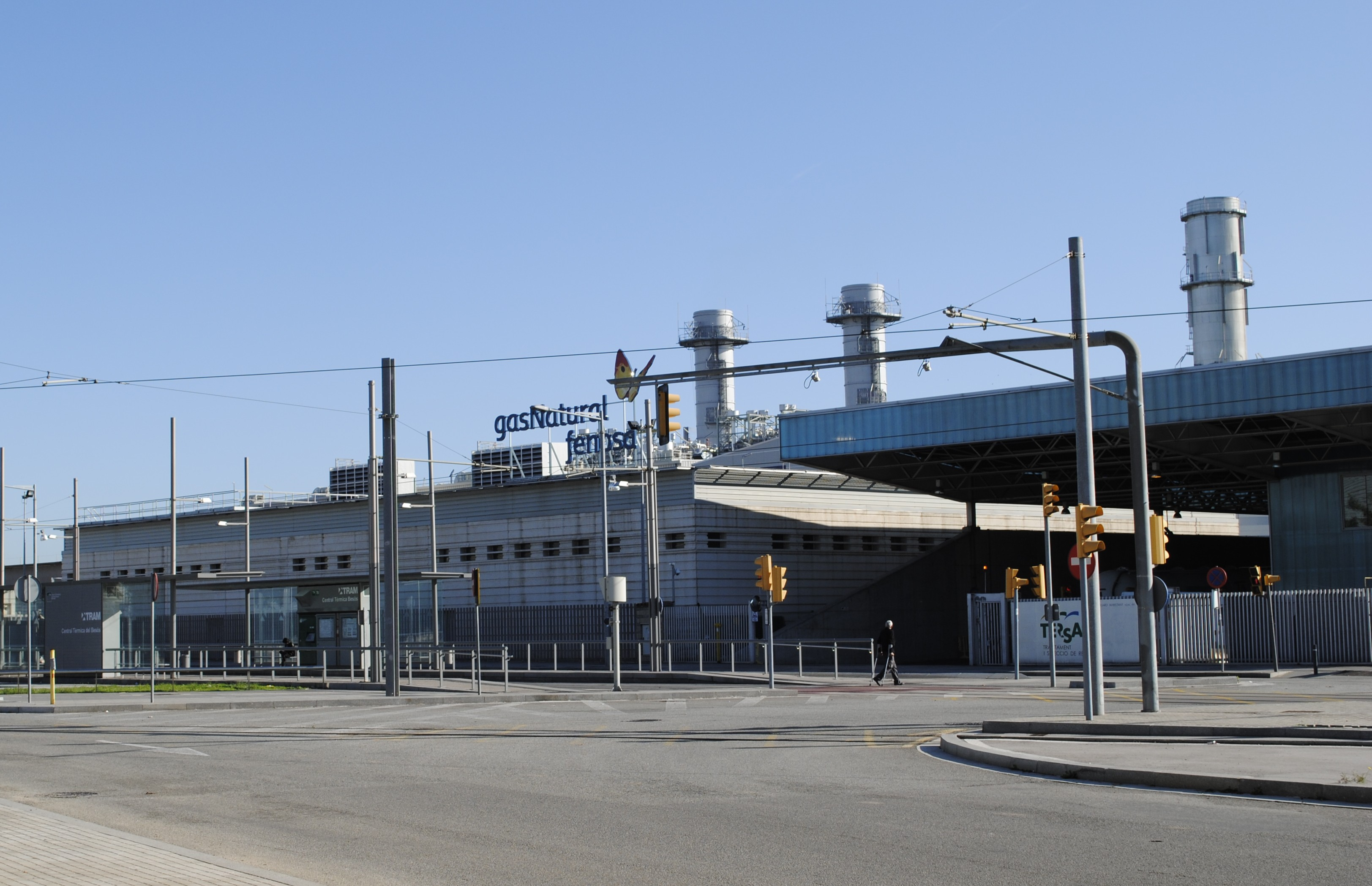
Central de ciclo combinado del Besós, de Naturgy y Endesa, en San Adrián del Besós, provincia de Barcelona, Cataluña

Potencia instalada y producción eléctrica con ciclo combinado (1990-2022)
Datos nacionales desde 2006, anteriores solo península

#### Cogeneración
En 2019, cubrió el 11 % de la demanda. El calor generado por el gas, u otro combustible, que se quema para generar energía eléctrica, se aprovecha para generar calentar estancias o edificios o viceversa, el calor generado por máquinas industriales con cualquier fin, se usa para generar energía eléctrica. También se usa como combustible primario el gas que se genera como consecuencia de la quema de residuos urbanos, como en la planta de Zabalgarbi, en Vizcaya, País Vasco. Una de las centrales de cogeneración más importantes del país fue la del grupo de fabricación de papel Sniace, en Cantabria, o la del Complejo Petroquímico de Tarragona, de Repsol, en Cataluña.

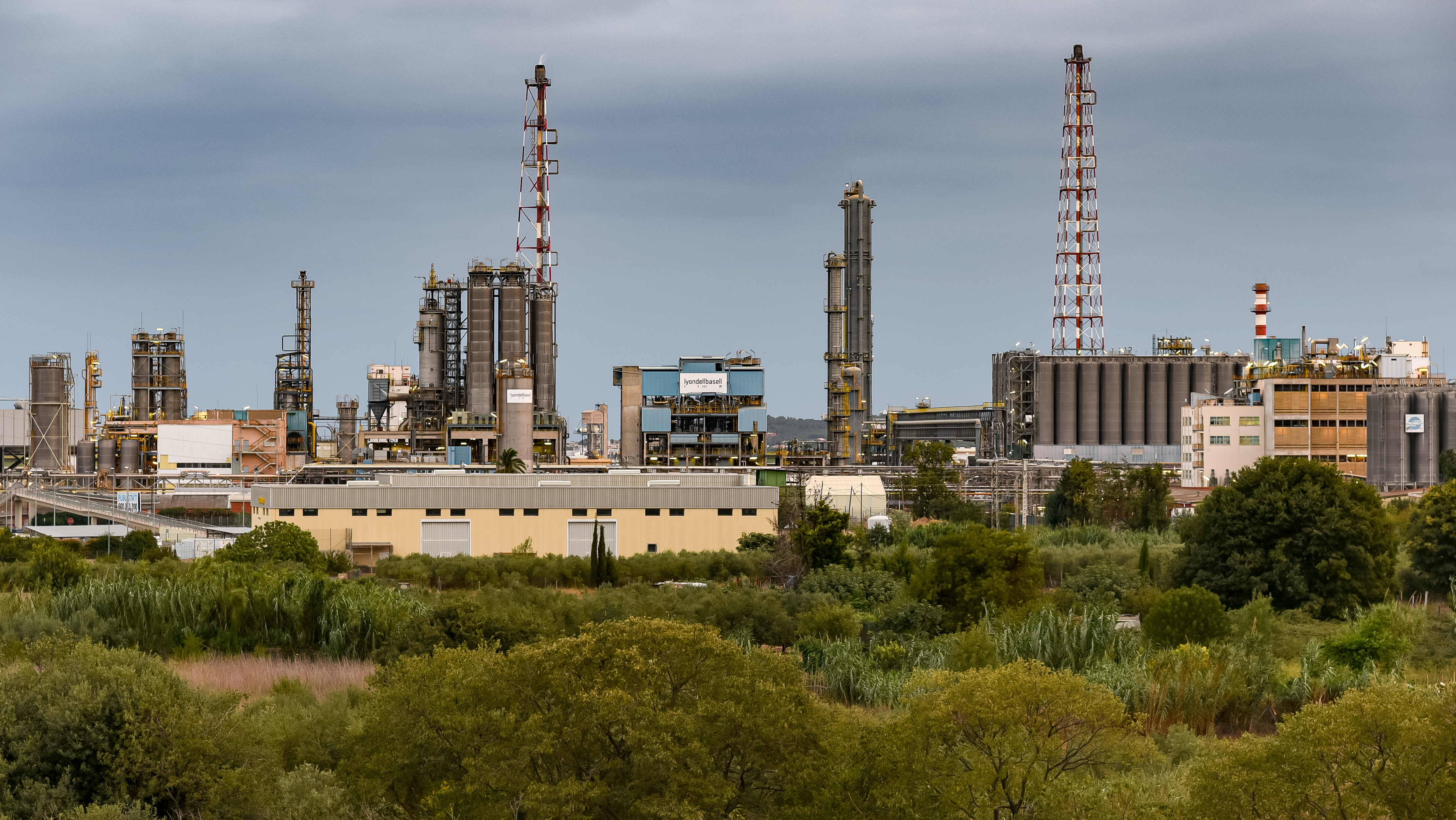
Complejo Petroquímico de Tarragona, en Cataluña

Potencia instalada y producción eléctrica con cogeneración (1990-2022)
Datos nacionales desde 2006, anteriores solo península

#### Fuel + gas
Con «fuel + gas» se refieren a las centrales térmicas que utilizan combustibles fósiles, que no son de ciclo combinado como: motores diésel, turbinas de gas, turbinas de vapor u otros. Desde 2011 solamente se genera electricidad con «fuel y gas» en los sistemas no peninsulares (Baleares, Canarias, Ceuta y Melilla) En la península se han sustituido por las centrales de ciclo combinado que también utilizan gas natural como combustible, pero que son más eficientes.
En 2021, el alto precio del gas, junto con el sistema marginalista de fijación de precios del mercardo mayorista de la electricidad y el aumento del precio de los derechos de emisión de CO2, hicieron que el precio de la factura de la electricidad en España se disparase a récords históricos.

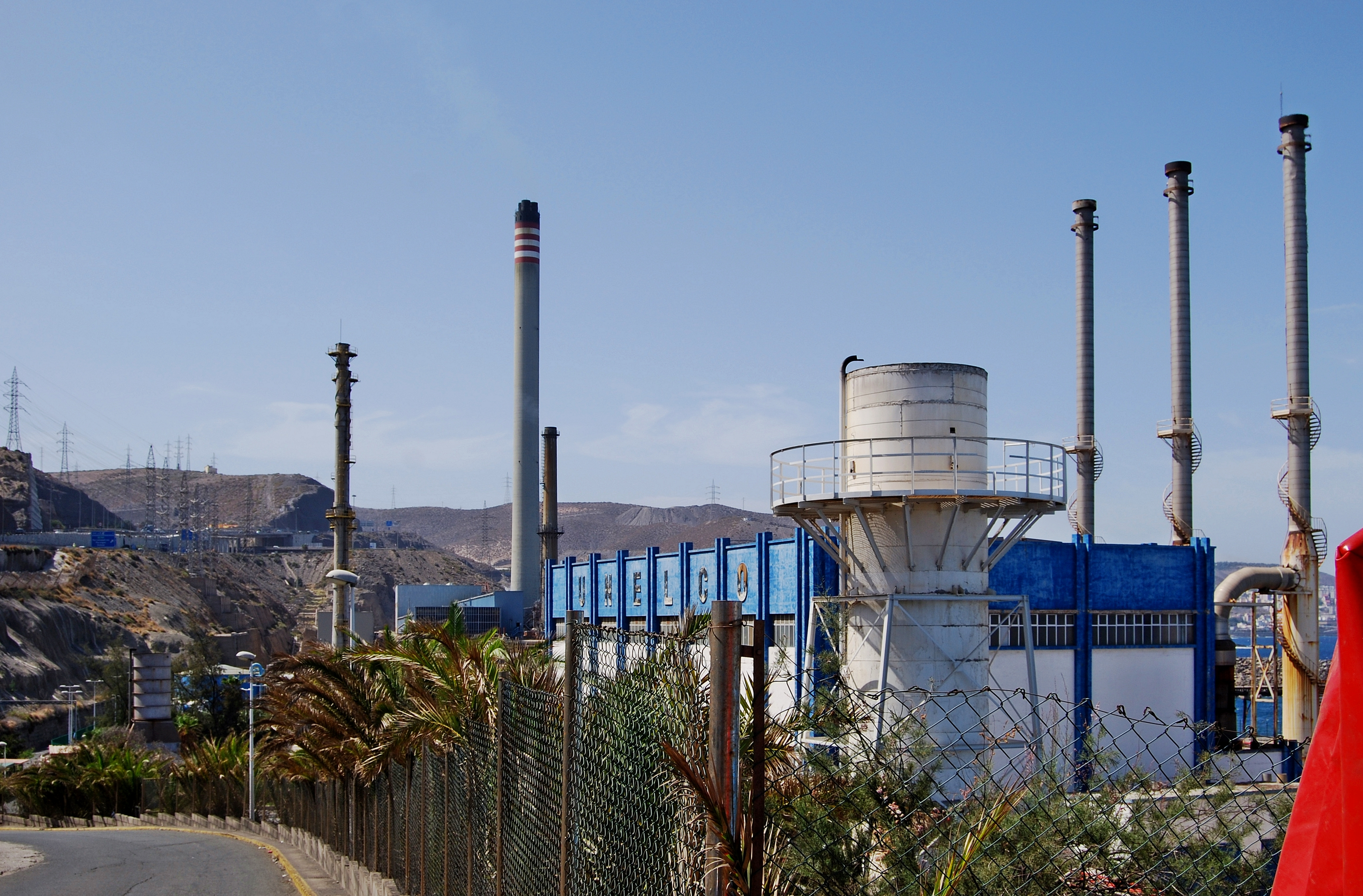
Central térmica de Jinámar, en Las Palmas de Gran Canaria

Potencia instalada y producción eléctrica con fuel + gas (1990-2022)
Datos nacionales desde 2006, anteriores solo península.
Los datos de 2006-2014 aparecen referenciados como «fuel + gas», los de 2015-2022 como «fuel + gas», «motores diésel», «turbina de gas» y «turbina de vapor»

#### Carbón

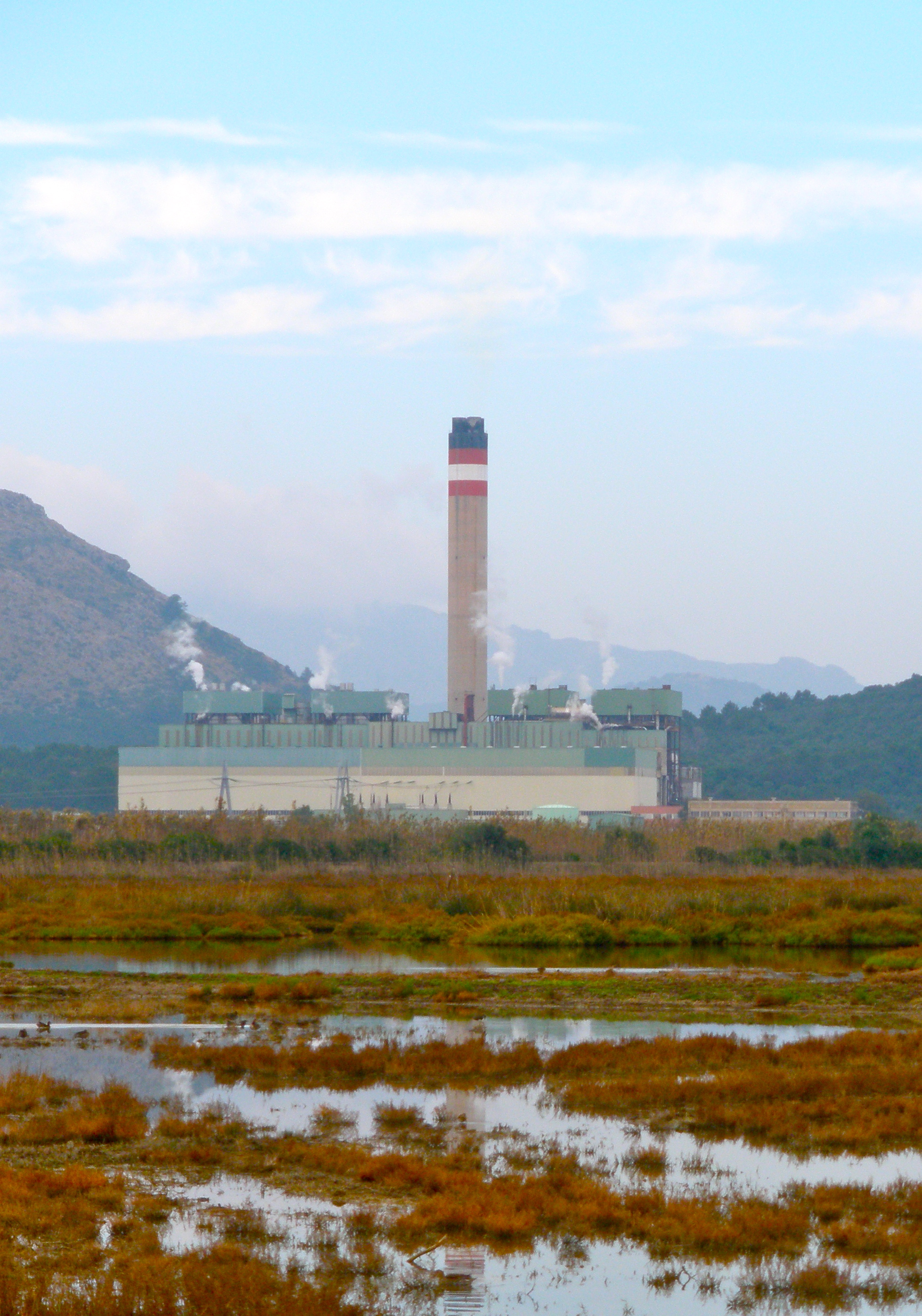
Central térmica de Es Murterar, en Mallorca, Islas Baleares

El 1 de diciembre de 2011 existían en el país 21 centrales térmicas de carbón. En los últimos años las eléctricas han ido planificando el cierre de las centrales térmicas de carbón en España, debido a la pérdida de competitividad producida por el aumento del coste del derecho de emisiones de CO2, como consecuencia de las políticas de la Unión Europea contra el cambio climático. En agosto de 2022 quedan en funcionamiento solo 5, la de Aboño y Soto de Ribera, en Asturias, de EDP, Los Barrios en Andalucía, de Viesgo, As Pontes en Galicia y la de Es Murterar, en las Islas Baleares, ambas de Endesa. La mayoría operando con Coeficientes de utilización muy bajos. siendo su producción total anual en 2021 4986 GWh.
Potencia instalada y producción eléctrica con carbón (1990-2022)
Datos nacionales desde 2006, anteriores solo península

## Gestión del mercado y de la red eléctrica
OMIE (Operador del Mercado Ibérico Español), como operador del mercado, es la responsable de la gestión económica del sistema. Otros agentes intervinientes son los representantes, los gestores de carga y los agentes externos. Red Eléctrica de España es la compañía publico-privada propietaria de la red española de transporte de electricidad de alta tensión.

### Distribución

Distribuidoras más imporantes. Son las empresas que mantienen las redes de transporte y distribución en cada zona:
e-distribución (Endesa)
i-DE (Iberdrola)
Unión Fenosa (Naturgy)
Redes (EDP)
Viesgo (EDP)

Las principales empresas de distribución de energía eléctrica en España pertecenen a:
- e-distribución (Endesa) (ES0023, ES0024, ES0029, ES0288, ES0363, ES0396, ES0031, ES003140 y ES003110)
- i-DE (Iberdrola) (ES0021)
- Unión Fenosa (Naturgy) (ES0022, ES0390 y ES0397)
- Viesgo y Begasa (EDP) (ES0026 y ES0033)
- E-Redes (EDP) (ES0026)

Estas empresas son las principales productoras de electricidad en España, eso significa que son encargadas de generar la electricidad en centrales eléctricas, también son las principales distribuidoras, lo que significa que se encargan de transportar la electricidad a las viviendas y a las empresas de las zonas que les ha asignado el Gobierno de España, y también constituyen las principales comercializadoras en el mercado libre y el mercado regulado minoristas, las empresas que cobran el servicio final de consumo eléctrico a los clientes.

## Comercialización mayorista
Con la liberalización del mercado en 1997 se estableció un mercado de compra-venta mayorista gestionado por OMIE (Operador del Mercado Ibérico Español), operadora española dentro del Mercado Ibérico de la Electricidad (MIBEL). Este mercado se denomina pool («piscina») en la que entra la electricidad por orden de fuente, de más barata a más cara, para cubrir la demanda.
Las principales empresas vendedoras y compradoras de energía eléctrica en el mercado mayorista en España pertenecen a:
- Endesa
- Iberdrola
- Naturgy
- TotalEnergies
- EDP
- Repsol

Cada día, OMIE opera la subasta para las 24 horas del día siguiente, entrando en primer lugar aquellas energías más baratas, las renovables, seguidas de los distintos sistemas de producción hasta que se cubre la demanda proyectada.
Como excepción, en primer lugar accede la nuclear, ya que al poseer una gran inercia térmica, los parones y arranques serían muy costosos (se trata en este sentido de una fuente de energía poco flexible). Le siguen las energías renovables por normativa legal que promueve su desarrollo. De este modo, aunque tienen asegurado un precio regulado o una prima, también están obligadas a pasar por el mercado, y no marcan precio en el pool, produciendo el efecto de abaratar la subasta.
Ambas fuentes energéticas, nucleares y renovables se ofrecen en el mercado a precio cero (es el modo de otorgarles prioridad). Les siguen, en función de la demanda, las energías más caras, el gas y el carbón. Así, la última en cubrir la demanda proyectada marca el precio marginal de la energía de ese día concreto, por lo que todas las demás fuentes son retribuidas también a este precio.

## Comercialización minorista

### Mercado libre
En el año 1997 comenzó el proceso de liberalización del sector eléctrico en España, por lo que se promulgó la Ley 54/1997 que liberalizaba el mercado eléctrico en España. Esta ley ha sufrido diferentes cambios, pero sigue manteniendo la misma estructura. Algunas de las primeras comercializadoras de electricidad en España fueron Endesa, Factor Energía, Naturgy (antes conocida como Gas Natural Fenosa), entre otras.
En 2021 un 60 % de los consumidores eléctricos disponían de un contrato en el mercado libre. Las comercializadoras con la mayor cuota de mercado son:
- Endesa
- Iberdrola
- Naturgy
- Total Energies[80]
- EDP
- Repsol

Además de las cinco principales comercializadoras que dominan el mercado energético, existen más de 270 comercializadoras operativas en España, algunas más grandes y otras más pequeñas, que buscan hacerse un hueco en el mercado libre. En los últimos años, España ha experimentado un importante aumento en la cantidad de comercializadoras que ofrecen sus servicios y España se ha convertido en uno de los países con más compañías de luz por habitante ya que podemos encontrar unas 270 compañías que trabajan por hacerse con algunos de los 29 000 000 de contratos que existen en el país. A pesar de esto, la cantidad de comercializadoras en España sigue subiendo y 1,2 M de usuarios cambiaron al mercado libre en 2021.
- Podo[82]
- Holaluz
- Lucera
- Fortuluz
- Factor Energía
- Lersa Energía
- Suministros Especiales Algin
- Eléctrica de Ceuta
- Sollerense
- Axpo Iberia
- Electra de Cardener
- Escandinava de Electricidad
- Energy Go
- MásMóvil Energía
- Pepenergy

### Mercado regulado
Las siguientes comercializadoras ofrecen los precios acordados en el PVPC.
- Energía XXI (Endesa)
- Curenergía Comercializador de Último Recurso S.A.U. (Iberdrola)
- Gas & Power Comercializadora Regulada (Naturgy)
- Baser Comercializadora de Referencia S.A. (TotalEnergies)
- Cor Energetico Comercializador de Referencia Energético (CHC Energía)
- Régsiti (Repsol)
- Teramelcor (Gaselec Diversificación)
- Energía Ceuta XXI (Endesa)

## Consumo
El consumo global fue de 211 500 GWh en 2002 y de 253 600 GWh en el año 2006. En el 2009, la demanda eléctrica bajó un 4,6 %, como consecuencia de la crisis económica de 2008, con una demanda total de 251 305 GWh y una potencia máxima demandada de 44,44 GW. En los siguientes años se ha mantenido estable y se han promovido las políticas de eficiencia energética. La demanda de energía eléctrica en España durante el año 2023 presentó un descenso del 2,3 % respecto al año anterior, alcanzando un total de 244 665 GWh.
| Consumo de electricidad en España (GWh)       |
|                                               |
| Datos nacionales anuales de consumo eléctrico |